# Kustens hus
Kustens hus är ett tvåvånings trähus på Majnabbeberget i Majorna i Göteborg. Huset, som är byggt i vinkel, uppfördes troligen på 1780-talet av Kustens varv för bostäder; på en ritning från 1787 ses att flygelbyggnaden samma år försågs med trappa, kapprum och förstuga.
Byggnaden blev kring 1810 Kustens Värdshus eller Gibraltar, som anses vara identiskt med det värdshus som Jacob Wallenberg odödliggjort i sin bok: Min Son på Galejan, Eller en Ostindisk Resa, Innehållande Allahanda Bläckhornskram, Samlade på Skeppet Finland, Som Afseglade ifrån Götheborg i Dec. 1769, och återkom dersammastädes i Jun. 1771 och som han då kallade Lilla Klippan. Hotellet eller värdshuset var en gång en omtyckt tillflyktsort för sjöfarande och resande. Även utvandrare tog här gärna en öl före sin avresa till Amerika. Här hölls bröllop, baler och maskerader i flygelbyggnadens festsal.
Huset gick olika öden till mötes efter att värdshuset lagts ned: under en period flyttade Frälsningsarmén in och använde stora salen för sina möten, här fanns en kartongfabrik i några år och slutligen flyttade ett hönseri in i den tidigare festsalen. År 1910 uppläts det åt Carl Johans församlingshem, efter att staden, som nu ägde huset, låtit rusta upp det. 
Sedan församlingshemmet flyttat, var det meningen att huset skulle rivas. På förslag av Kulturminnesföreningen Warfvet Kusten rustades huset upp och kunde användas för kulturella sammanhang. Det blev med tiden utbyggt, ombyggt och använt för olika ändamål. Efter rivningshot på 1960-talet blev det bevarat och används numera av Visans Vänner i Göteborg, som 1970 flyttade in på nedre botten, och Göteborgs Konstnärsklubb med Galleri Majnabbe.